# نظرية المقياس الشبكي
تُعرف نظرية المقياس الشبكي في الفيزياء بأنها علم دراسة نظريات المقياس في زمكان مُقطع على هيئة شبكة.
تحظى نظريات المقياس بأهمية كبرى في فيزياء الجسيمات، وهي تشمل نظريات الجسيمات الأولية السائدة: الكهروديناميكا الكمية، والكروموديناميكا الكمية، ونموذج فيزياء الجسيمات المعياري. تشتمل حسابات نظرية المقياس غير الاضطرابية في الزمكان المتصل على تكاملات مسار لانهائية الأبعاد يستحيل علينا حسابها. ولكن إذا طبقنا نفس المبدأ على زمكان متقطع فسوف تؤول تكاملات المسار إلى تكاملات ذات أبعاد محدودة يمكن حسابها بواسطة أساليب المحاكاة التصادفية مثل طريقة مونت كارلو. وإذا افترضنا أن حجم الشبكة لا متناهي، وأن المسافة بين نقاطه متناهية الصغر فسوف تؤول النظرية من جديد إلى نظرية المقياس المتصلة.

## أساسيات
يخضع الزمكان في نظرية المقياس إلى تأثير دوران ويك ثم يُقطّع على هيئة شبكة ذات عُقد متباعدة عن بعضها بمسافة معينة ومتصلة ببعضها بواسطة حلقات وصل. وفي معظم الحالات، تُعرّف حقول الفرميون بداخل العُقد (الأمر الذي يؤدي إلى مشكلة تضاعف الفرميون)، بينما تُعرّف حقول المقياس بداخل الحلقات. أو بعبارة أخرى، يُخصص عنصر واحد U من زمرة لي المتراصة G لكل حلقة واحدة. إذن حتى نتمكن من محاكاة الكروموديناميكا الكمية باستخدام زمرة لي  SU(3)لا بد من تعريف مصفوفة وحدة 3x3 لكل حلقة. بالإضافة إلى ذلك يُخصص لكل حلقة اتجاه معين مع عنصر معاكس مناظر لذات الحلقة في الاتجاه المعاكس. بينما يُخصص لكل عقدة قيمة في ℂ3 (متجه ألوان ثلاثي، وهو الفضاء الذي تؤثر بداخله زمرة لي SU(3))، وسبينور ثنائي (سبينور ديراك رباعي)، ومتجه nf، ومتغير غراسمان.
وبالتالي يمكن استخدام تركيبة عناصر زمرة لي SU(3) على مسار معين (أي حاصل ضرب مصفوفاتها بالترتيب) لحساب قيمة تقريبية للدالة الآسية المتراصة (أي التكامل الهندسي) التي يمكن من خلالها حساب قيمة حلقة ويلسون في حالة المسارات المغلقة.

## تأثير يانغ–ميلز
يُكتب تأثير يانغ–ميلز على الشبكة بواسطة حلقات ويلسون (المُسماة على اسم كينيث ويلسون) بحيث تفضي النهاية {\displaystyle a\to 0} التي تؤول فيها المسافة a إلى الصفر إلى التأثير الأصلي المتصل. وبافتراض وجود تمثيل صادق غير قابل للاختزال (ρ) للمجموعة G فإن تأثير يانغ–ميلز يُعرف بأنه مجموع جميع المركبات الحقيقية لآثار مصفوفات عدد n من الحلقات (e1, ..., en) في حلقة ويلسون لجميع عقد الشبكة، وهو مُعطى بالمعادلة الآتية:
{\displaystyle S=\sum _{F}-\Re \{\chi ^{(\rho )}(U(e_{1})\cdots U(e_{n}))\}.}
إذا كان ρ تمثيلًا حقيقيًا (أو تمثيل كواتيرنيوني) فلا حاجة إذن من استخلاص المركبة الحقيقية في المعادلة السابقة، إذ أنه حتى إذا انعكس اتجاه حلقة ويلسون فلن تتغير مساهمة ρ إلى تأثير يانغ–ميلز.
توجد العديد من تأثيرات يانغ–ميلز المحتملة اعتمادًا على حلقة ويلسون المُستخدمة في التأثير. يستخدم أبسط أنواع «تأثير ويلسون» حلقة ويلسون 1x1، وهو يختلف عن التأثير المتصل في ظهور «التشوهات الشبكية» التي تتناسب في فداحتها مع المسافة بين عقد الشبكة a. يمكن تخفيف تلك التشوهات الشبكية بحيث تتناسب مع مربع المسافة a عن طريق استخدام حلقات ويلسون أكثر تعقيدًا لإنشاء «تأثيرات مُحسنة»، مما يجعل الحسابات أكثر دقة.

## القياسات والحسابات

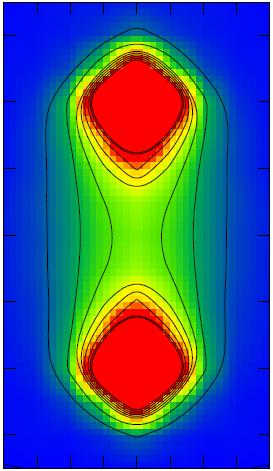
تُظهر نتائج حسابات الكروموديناميكا الشبكية ميزون يتكون من كوارك وكوارك مضاد.)

تُحسب بعض الكميات (مثل كتل الجسيمات) تصادفيًا باستخدام أساليب معينة مثل طريقة مونت كارلو. تتولد تراكيب حقول المقياس باحتماليات تتناسب طرديًا مع {\displaystyle e^{-\beta S}} حيث {\displaystyle S} هو تأثير الشبكة، و βهي كمية متعلقة بالمسافة الشبكية {\displaystyle a}. تُحسب الكمية ذات الأهمية لكل تركيبة بمفردها ثم تُحسب متوسطاتها. وفي العادة نكرر الحسابات أكثر من مرة مع تغيير المسافة {\displaystyle a} حتى نتمكن من استقراء النتائج خارجيًا حتى نحصل على نتائج الحالة المتصلة حيث a تؤول إلى الصفر {\displaystyle a\to 0}.
تتطلب مثل هذه الحسابات قدرات حسابية مكثفة، وقد تستلزم منا استخدام أقوى الحواسيب الخارقة المتاحة لدينا. يمكننا تخفيف عبء الحسابات على الحواسيب باستخدام ما يُسمى بـ«التقريب المروي» حيث نتعامل مع حقول الفيرميون على أنها متغيرات غير ديناميكية أو «مُجمدة». وعلى الرغم من شيوع استخدام هذا الأسلوب في مستهل حسابات الكروموديناميكا الشبكية فقد أصبح استخدام الفيرميونات «الديناميكية» الآن معيارًا سائدًا. وفي العادة تستعين تلك الحسابات بخوارزميات معتمدة على خوارزميات الديناميكا الجزئية أو خورازميات المجموعات القياسية الميكروية.
أظهرت نتائج الكروموديناميكا الكمية الشبكية على سبيل المثال أن الجسيمات (مما يشمل الكواركات والكواركات المضادة معًا) ليست العامل الوحيد المهم في الميزونات بل تحظى كذلك «أنابيب التدفق» الخاصة بالغلوونات بأهمية كبرى.

## البداهة الكمية
تلعب نظرية المقياس الشبكي كذلك دورًا هامًا في دراسة البداهة الكمية باستخدام مجموعات الاستنظام في الفضاء الحقيقي، إذ يُعد ما يسمى بالنقاط الثابتة أهم معلومات مُستخرجة من تدفق مجموعات الاستنظام.
تُعطى حالات النظام الماكروسكوبية المُمكنة على مستوى ضخم بدلالة مجموعة من النقاط الثابتة. حيث تُعرف نظرية الحقل الحر بأنها بديهية أو غير متفاعلة إذا كانت تناظرها مجموعة من النقاط الثابتة. يظهر عدد هائل من النقاط الثابتة عند دراسة نظريات هيجز الشبكية، ولكن تظل طبيعة نظريات المجال الكمومي المناظرة لها موضعًا للتساؤل.
لا تزال خاصية البداهة غير مُثبتة بشكل صارم، ولكن الحسابات الشبكية قدمت دليلًا قويًا عليها، وهو أمر ذو أهمية كبيرة نظرًا إلى إمكانية استخدام خاصية البداهة في تقييد بعض البارامترات مثل كتلة بوزون هيجز أو التنبؤ بقيمتها.

## تطبيقات أخرى
طرح الفيزيائي فرانز فيغنر (الذي كان يعمل في مجال الانتقالات الطورية) نظريات المقياس الشبكي ثنائية الأبعاد أول مرة في عام 1971 لاستخدامها كنماذج ذات خصائص إحصائية مثيرة للاهتمام.
يمكن إثبات وجود علاقة ثنائية بين نظرية المقياس الشبكي ونماذج الرغوة المغزلية في حالة ظهور حلقات ويلسون 1x1 في التأثير.